# 小川村
小川村（おがわむら）は、長野県北部にある村。北アルプスを望む標高500mから1000mに位置する村である。長野市と北安曇郡白馬村のほぼ中間に位置し、その景観は「ふるさと信州風景100選」・「信州サンセットポイント百選」に選ばれている。「日本で最も美しい村連合」の一つ。

## 地理
長野県上水内郡小川村は長野県北部（北信）にあり、長野市中心部と大町市・白馬村を結ぶ長野県道31号長野大町線（通称オリンピック道路）のおよそ中間に位置する（小川村役場地点）。北側にある虫倉山脈と南側の筏（イカダ）山脈がそれぞれ東西に走り、その間を犀川の支流である土尻川が流れる。その川に向かって地形は傾斜して、数多い支流が深い谷をつくって土尻川に流れ込んでいる。面積は58平方kmで約69 %（2007年）を森林で占められている。土地は粘土質で、かつ急斜面が多い。
2005年（平成17年）、平成の大合併により近隣の旧鬼無里村、旧戸隠村が長野市へ、旧美麻村が大町市に併合され、2010年（平成22年）には旧信州新町、旧中条村が長野市に併合され、現在の隣接自治体は長野市、大町市、白馬村となっている。
村北部・標高約1,000mの大洞高原には、60cm反射望遠鏡をもつ小川天文台と「プラネタリウム館」などの施設がある。
- 山：蕎麦粒山、高戸谷山、飯縄山（長野市の飯縄山と同名だが別の山）
- 河川：土尻川
- 湖沼：

## 歴史
- 戸隠三院を支配していた顕光寺（戸隠神社）が鳥羽院に寄進し、小川の庄と言われる皇室の荘園となっていたことが知られている。
- 南北朝時代の末期（1392年）に三河国を追放された水野氏庶流の小川左衛門貞綱が最勝寺領となっていた小川庄に定着した。貞綱は布留山城（古山城）を築城し、三代にわたって周辺を領した。しかし北信濃で有力だった村上氏に背いたため、村上氏の命を受けた香坂氏・大日方氏に攻めこまれて落城し三河に逃れた。
- 古山城は大日方長政の居城となり、以後、現在の小川村の地は大日方氏の支配下に置かれることとなった。
- 戦国時代初期の大日方氏は安曇郡の仁科氏に従っていたが、武田信玄の侵攻により武田氏家臣へと転じ水内郡から安曇郡を勢力下にして軍役110騎をつとめたとされる。武田氏の滅亡後は上杉氏派の小笠原洞雪斎方と徳川氏配下の小笠原貞慶方に分派した。しかし上杉景勝が豊臣秀吉の命で会津に移封になると上杉氏派の大日方氏一族は上杉氏に随行することなくそのまま帰農土着したと伝えられ、後にはその一部に松代藩真田家に仕えた家もある。

- 2014年  (平成26年) 11月 - 長野県神城断層地震が発生。家屋などの大きな被害が出たことから災害救助法の適用を受けた[3]。

### 沿革
- 1955年（昭和30年）4月1日 - 南小川村・北小川村が合併して発足する。

## 人口
- 人口は1950年の9,438人をピークに減少が続いており、2020年の国勢調査では2,225人と3割以下の人口になっている[4]。
- 2020年国勢調査と前回調査（2015年）間における人口減少率比では県内市町村2位の16.9%であった[5]。
- 2022年4月1日現在での65歳以上人口割合は46.3%であり、県内では第7位[6]。
- 長野市への転出超過が多く、社会減に大きく影響している[7]。東京都や隣接する大町市、白馬村に対しては異動者数は少ないものの転入超過になっている。
- 昼夜間人口比率は83.3％（2015年時点）。村内の通勤・通学者のうち、3割以上が長野市に通勤・通学している[7]。

| |                                        |  |
| 小川村と全国の年齢別人口分布（2005年） | 小川村の年齢・男女別人口分布（2005年） |  |
| ■紫色 ― 小川村 ■緑色 ― 日本全国 | ■青色 ― 男性 ■赤色 ― 女性              |  |
| 小川村（に相当する地域）の人口の推移 \| 1970年（昭和45年） \| 6,163人 \| \| \| 1975年（昭和50年） \| 5,447人 \| \| \| 1980年（昭和55年） \| 5,132人 \| \| \| 1985年（昭和60年） \| 4,560人 \| \| \| 1990年（平成2年） \| 4,133人 \| \| \| 1995年（平成7年） \| 3,888人 \| \| \| 2000年（平成12年） \| 3,620人 \| \| \| 2005年（平成17年） \| 3,371人 \| \| \| 2010年（平成22年） \| 3,041人 \| \| \| 2015年（平成27年） \| 2,665人 \| \| \| 2020年（令和2年） \| 2,215人 \| \| |                                        |  |
| 総務省統計局 国勢調査より |                                        |  |
| 1970年（昭和45年） | 6,163人                                |  |
| 1975年（昭和50年） | 5,447人                                |  |
| 1980年（昭和55年） | 5,132人                                |  |
| 1985年（昭和60年） | 4,560人                                |  |
| 1990年（平成2年） | 4,133人                                |  |
| 1995年（平成7年） | 3,888人                                |  |
| 2000年（平成12年） | 3,620人                                |  |
| 2005年（平成17年） | 3,371人                                |  |
| 2010年（平成22年） | 3,041人                                |  |
| 2015年（平成27年） | 2,665人                                |  |
| 2020年（令和2年） | 2,215人                                |  |

## 行政

### 所轄広域連合
- 長野広域連合

### 所轄警察署
- 長野中央警察署
村内に小川村警察官駐在所が設置されている

### 所轄消防署
- 長野市消防局 新町消防署 小川分署
常備消防事務は長野市に委託している

### 村政
村長
- 大日方茂木（2006年4月10日 - 2010年4月）
- 伊藤博文（2010年4月10日 - 2018年4月9日）
- 染野隆嗣（2018年4月10日 - ）

## 議会

### 村議会
- 定数10人（現在の議員の任期は2023年9月30日まで）

### 長野県議会（長野市上水内郡選挙区）
- 定数：11人

### 衆議院
- 選挙区：長野2区（長野市の一部、松本市、大町市、安曇野市、東筑摩郡、北安曇郡、上水内郡）

## 経済

### 産業
- おやき - 小麦粉に季節の野菜を包み込み焼いたり蒸したりした北信の郷土食。村内には縄文おやき、味菜おやき、農の花おやきがある。
- 農業
- 建設業
- 全国の小川姓の人に「親戚登録」を呼びかけ、地域活性化を図っている。

### 金融機関
- ながの農業協同組合 西山支所

## 情報・生活

### マスメディア

#### 放送局
- 小川村ケーブルテレビ
地形の影響によるテレビジョン放送難視聴地域であり、村内各所に共同受信施設を設けていた。老朽化及び地上デジタルテレビジョン放送への対応として、FTTH方式を用いた全村をカバーするケーブルテレビを2009年に構築した[8]。

### ライフライン

#### 電力
- 中部電力

#### 電信
- NTT東日本
- 有線テレビ電話
小川村では1958年に有線放送電話が全戸に整備された[9]。老朽化が進んだ施設の代替として、ケーブルテレビで敷設する光ファイバーを利用した有線テレビ電話に更新。端末機が役場や主要施設、加入者各戸に設置され、役場等からのお知らせや村内の通話に利用されている。

#### 水道
- 村営水道
  - 薬師浄水場・成就浄水場・塩沢浄水場

#### 下水道
- 村営下水道
  - 高府浄化センター・夏和浄化センター

## 教育

### 中学校
- 小川村立小川中学校

### 小学校
- 小川村立小川小学校

### 保育園
- 小川村保育園（にこにこ保育園）

### 社会教育
- 小川村公民館図書室

## 交通

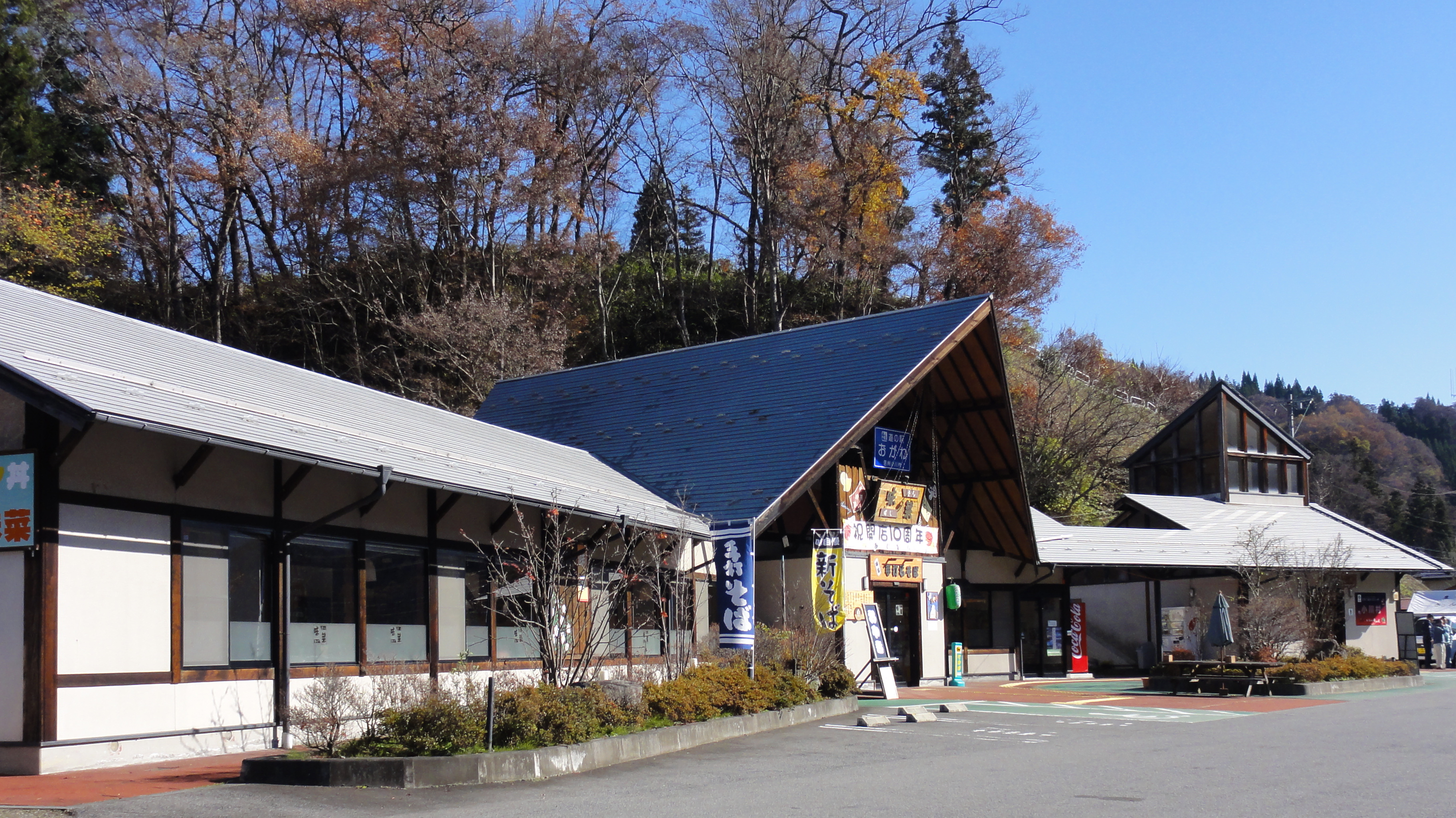
道の駅おがわ

### 鉄道
- 村内を走る鉄道路線は無い。鉄道を利用する場合は、北陸新幹線長野駅・大糸線信濃大町駅からバス路線が出ている。

### バス

#### 路線バス
- 27 高府線（アルピコ交通長野支社（通称・川中島バス））
  - 善光寺大門 - 長野駅 - 西河原 - 笹平 - 小川新田 - 高府（バスティ高府） - 小川村役場前 - 日影 - 初引
市ノ口～初引間が小川村内を走る。高府～初引間は平日の一部便のみ。
- 特急バス長野大町線（アルピコ交通）
  - 長野駅東口 - 小川新田 - 日影 - 千見 - 美麻ぽかぽかランド - 信濃大町駅 - 大町温泉郷 - ホリデイ・インリゾートくろよん - 扇沢
小川新田・日影が小川村内停留所。冬期間はアルピコタクシーによる運行となる。長野駅東口～美麻ぽかぽかランド間で同じルートを走る長野白馬線は小川村内だけを通過する。
- 小川村循環バス
  - 日本記線
  - 花尾線
  - 日本記・花尾循環線

### 道路
一般国道
- 国道406号（村の北西部をかすめるように通過する）

県道
- 長野県道31号長野大町線
千国街道の宿場町・大町宿と善光寺を結ぶ大町街道を踏襲する。古くは高府街道、土尻川街道とも呼称した。バイパス部は1998年長野オリンピックに合わせて整備され、オリンピック道路と呼ばれる。
- 長野県道36号信濃信州新線
小川村では大町街道（旧道）より大洞高原にかけての区間を小川アルプスラインと呼称している。
- 長野県道401号小川長野線

道の駅
- おがわ（長野県道31号長野大町線沿いにある）
  - 食事処味彩 - レストラン
  - さんさん市場 - 農産物販売所
  - ファミリーマート道の駅おがわ店
村内唯一のコンビニエンスストア。村と地域活性化包括連携協定を締結し、特産品、土産品等を扱う売場を設置している[10]。

## 名所・旧跡・観光スポット・祭事・催事

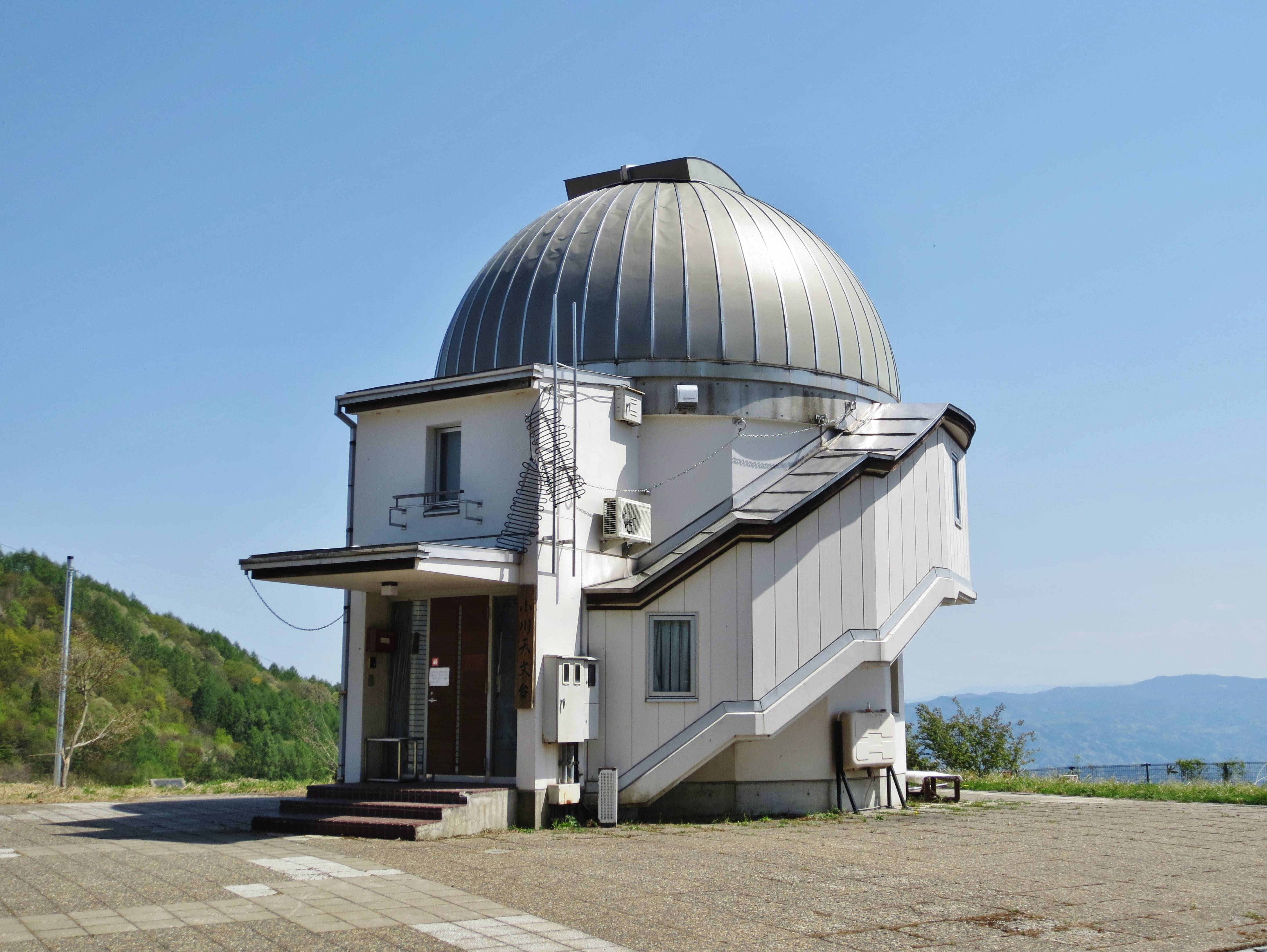
小川天文台

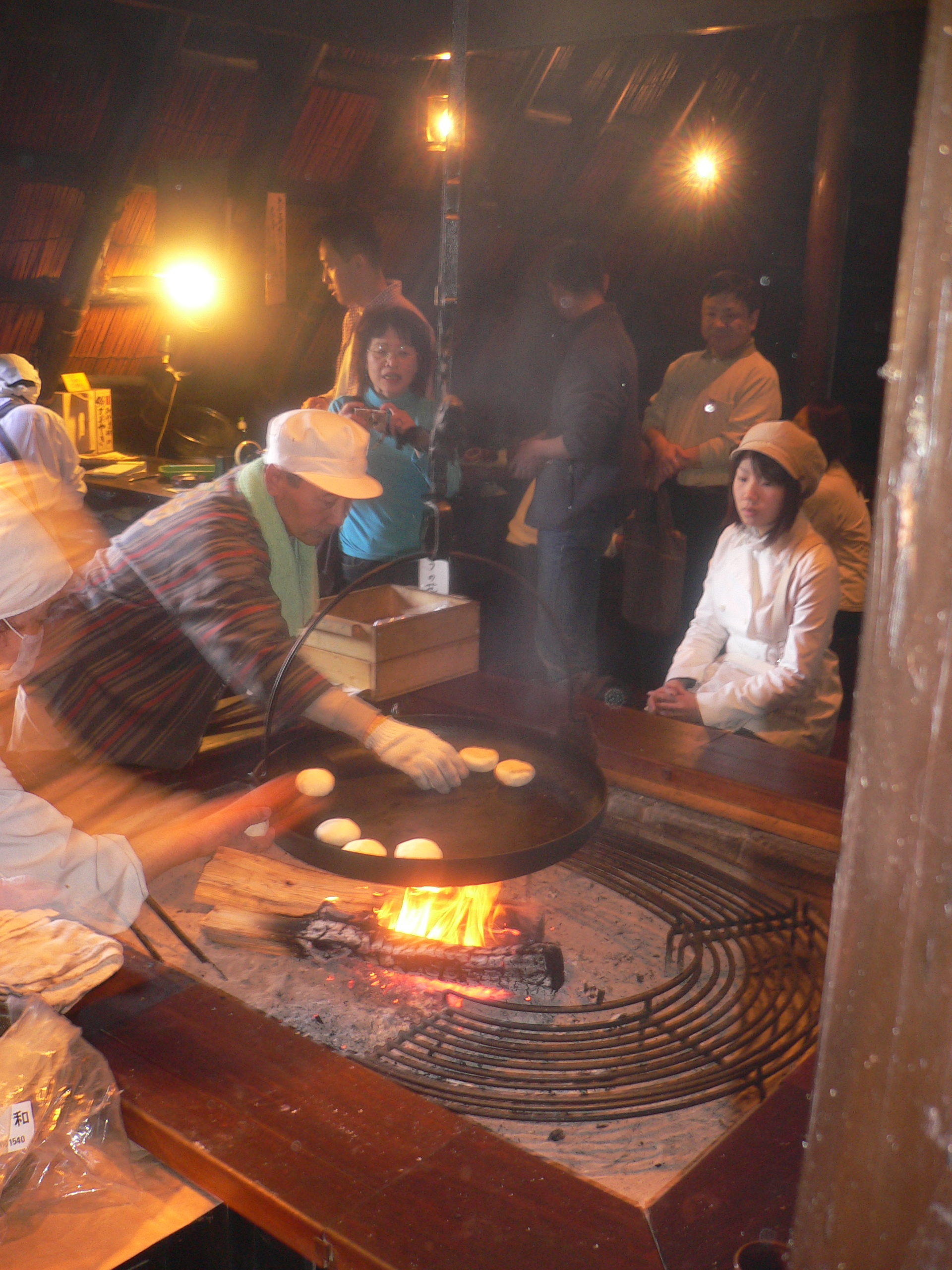
おやき村でおやきを焼く光景

- 大洞高原 （星と緑のロマントピア[11]）
  - 小川天文台
  - プラネタリウム館
  - 星と緑のロマン館 - 宿泊施設
  - アルペンドーム - 屋内体育館施設
  - 大洞池

- 小川の庄【縄文おやき村】
- 高山寺 - 三重塔が長野県県宝
- 曹洞宗 法蔵寺（ねこ寺） - 猫檀家伝説の寺
- 古山城跡

- 小川神社 - 御柱祭[12]を申・寅年に開催

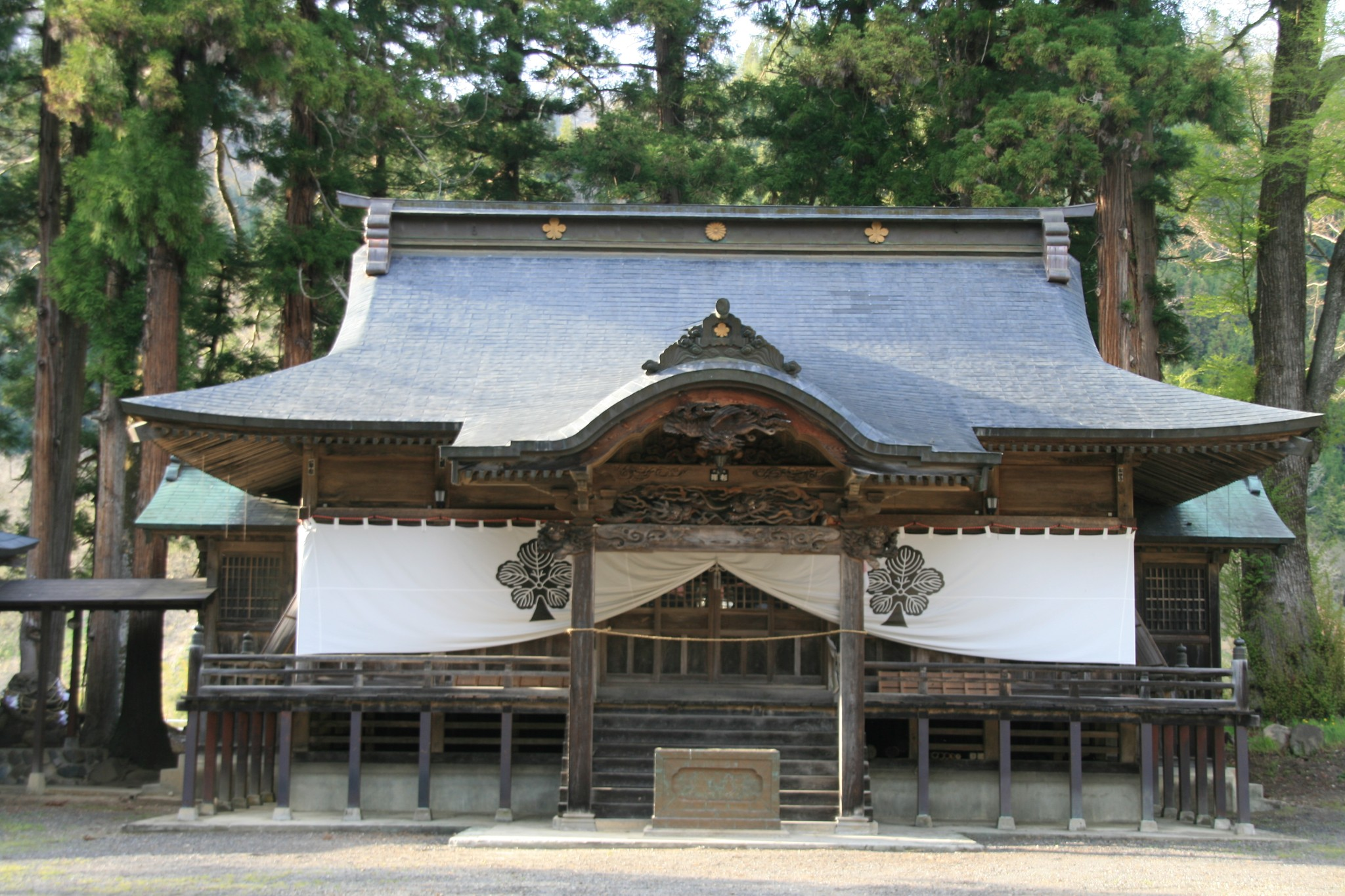
小根山小川神社

- びっくらんど小川 - トレーニングジム、プール、体育館を備えたスポーツセンター

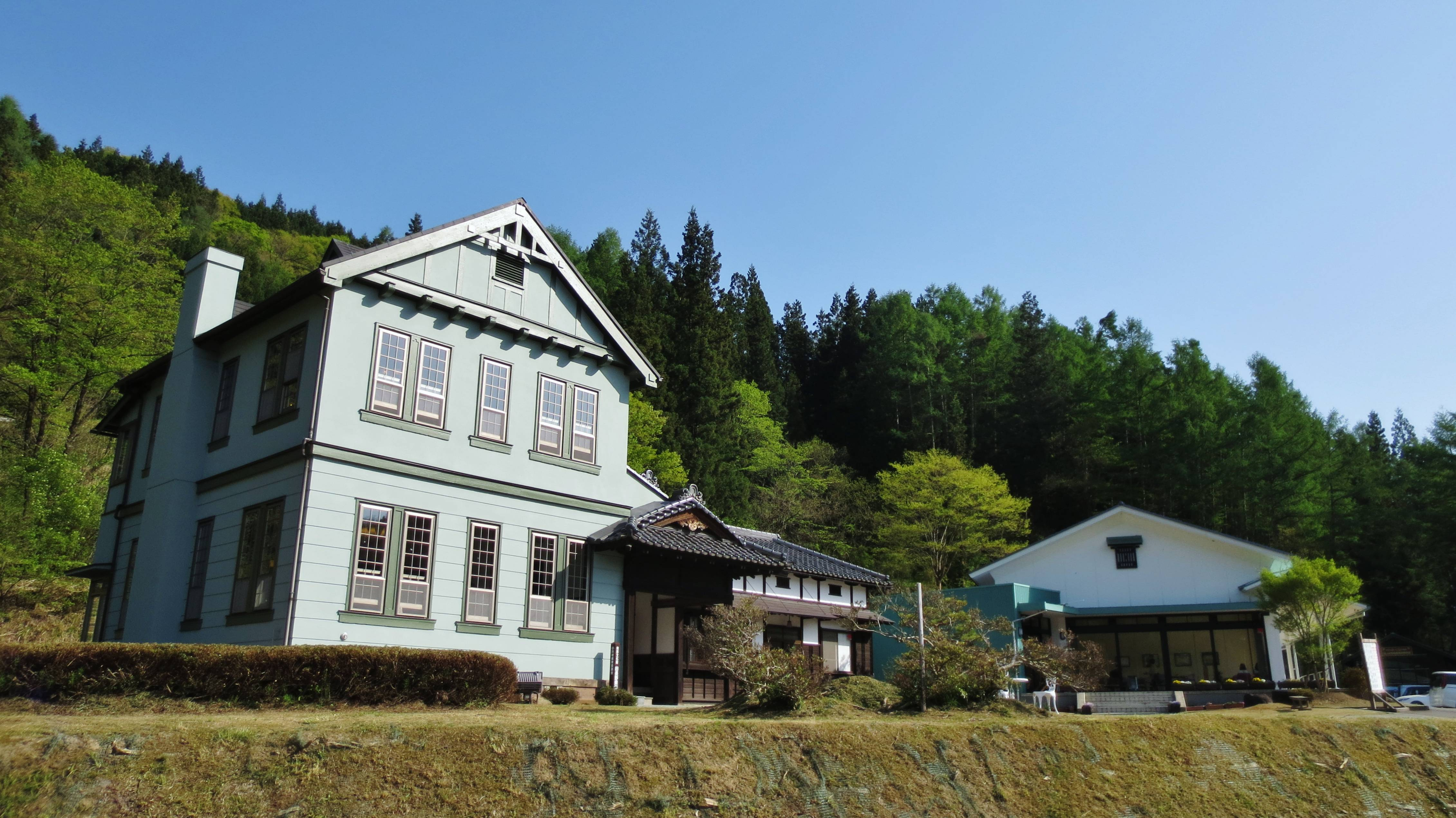
旧長野県知事公舎（ふるさとらんど小川）

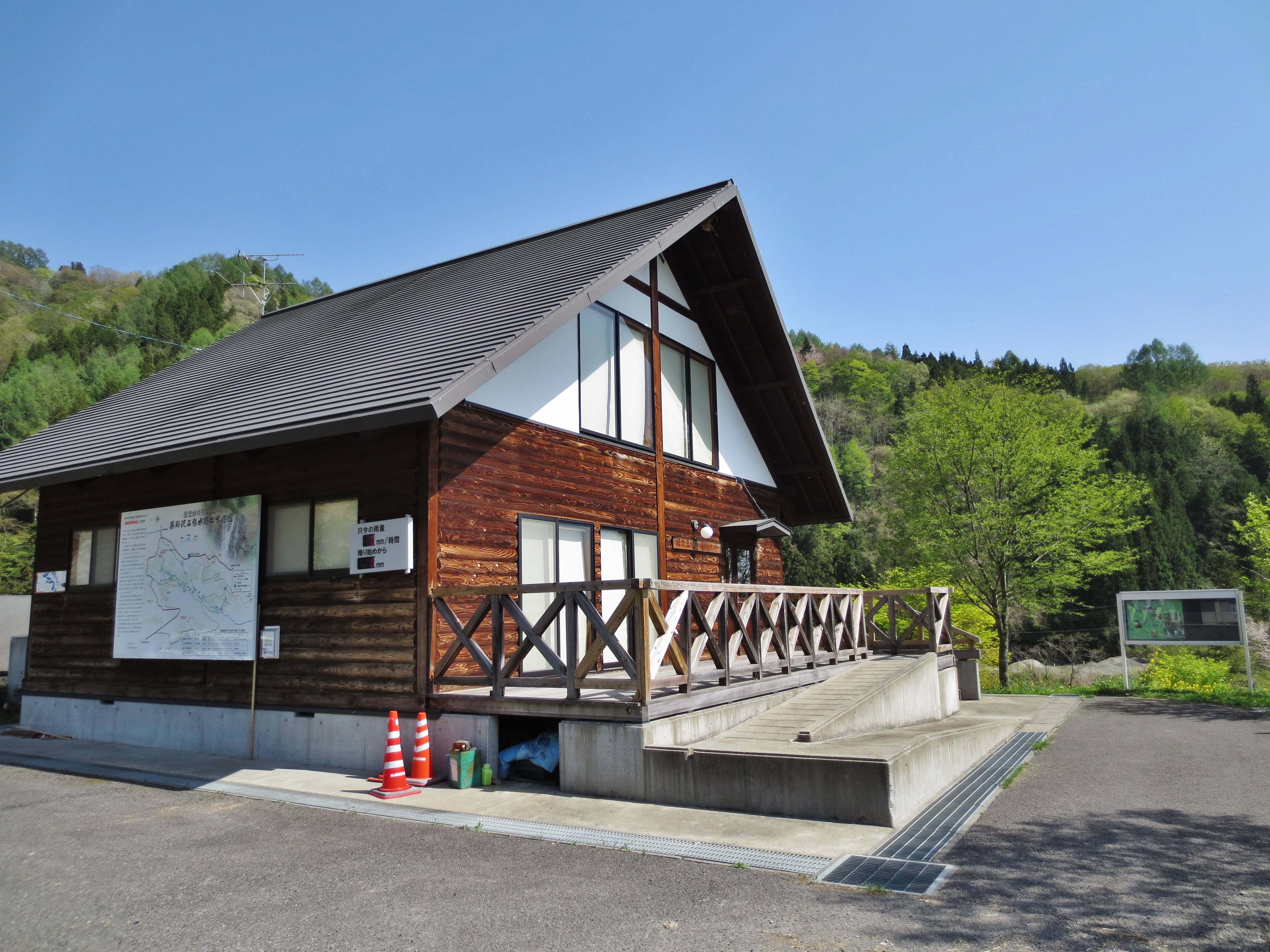
薬師沢石張水路工（味大豆地すべり観測センター）

- 小川村郷土歴史館（ふるさとらんど小川[13]）
  - 旧長野県知事公舎
  - 旧上水電気発電所資料館

- 薬師沢石張水路工[14] - 登録有形文化財
- 小川村中央拠点施設 バスティ高府
川中島バス高府営業所跡地に設けられたバスターミナルとコミュニティスペース、村営住宅を合わせた複合施設
- 北アルプス絶景の宿 林りん館 - 宿泊施設
- 湯の沢温泉 小川の湯

## 出身者
- 中村孝次郎 - 官僚
- 松沢忠太 - 伊沢修二に師事、日本吃音学院 創設者
- 西沢広義 - 軍人
- 松本忠雄 - 政治家
- 戸谷成雄 - 彫刻家
- 宮川俊彦 - 表現教育者・国語作文教育研究所所長
- 和田肇 - 学者
- 夏目堅司 - パラアルペンスキー選手・監督
- 佐藤賢希（英語版） - 2012年ロンドンオリンピック出場 馬術競技選手
- 佐藤英賢（英語版） - 2020年東京オリンピック出場 馬術競技選手
- 唐花見コウ[15] - 漫画家

## 作品
小川村を舞台とした作品

### テレビドラマ
- 白線流し - 小川天文台

### 実写映画
- 4月の君、スピカ[16] - 小川天文台

### コミック
- JA 〜女子によるアグリカルチャー〜 - 小川村が舞台[17]の漫画作品。

### アニメ
- 極黒のブリュンヒルデ - 小川天文台